# Francesco Monaco (vescovo)
Francesco Monaco (Agira, 5 agosto 1898 – Catania, 9 febbraio 1986) è stato un vescovo cattolico italiano.

## Biografia

### Formazione e ministero sacerdotale
Nato ad Agira, in diocesi di Nicosia il 5 agosto 1898, studiò nei seminari di Nicosia, Cefalù e Patti e il 15 febbraio 1925 fu ordinato sacerdote. Dopo aver svolto diversi servizi ministeriali nella sua diocesi, nel 1935 divenne rettore del seminario vescovile.

### Ministero episcopale
Il 12 dicembre 1953 fu nominato vescovo titolare di Germa di Galazia e coadiutore dell'anziato vescovo di Caltanissetta, Giovanni Jacono. Il 24 febbraio 1954 fu ordinato vescovo da Clemente Gaddi e vescovi co-consacranti furono Antonino Catarella, vescovo di Piazza Armerina, e Francesco Pennisi, vescovo titolare di Cesarea di Mauritania. Succedette allo Jacono nella cattedra di Caltanissetta il 2 ottobre 1956.
Partecipò ai lavori del Concilio Vaticano II (4 sessioni), i cui insegnamenti vennero diffusi grazie alle sue lettere pastorali. Il suo motto episcopale fu Ora et labora, manifestando l'impronta spirituale che desiderava trasmettere ai suoi sacerdoti e l'idea alta del sacerdozio che aveva maturato nel tempo. Voleva che il clero fosse ben formato, dedicando molto tempo alla formazione dei sacerdoti e del seminario, inviando i giovani presbiteri a studiare a Roma, presso le pontificie facoltà.
Rinunziò al governo della diocesi, lasciandola il 21 dicembre 1973 per trasferirsi a Catania, dove morì il 9 febbraio 1986 all'età di 87 anni.
Nel suo ministero episcopale consacrò vescovi, in qualità di co-consacrante, i sacerdoti Calogero Lauricella nel 1961 destinato alla diocesi di Agrigento in qualità di ausiliare; Alfredo Maria Garsia, nel 1974 destinato come suo successore nella diocesi di Caltanissetta, e Angelo Rizzo, nel 1974 destinato alla diocesi di Ragusa.

## Genealogia episcopale
La genealogia episcopale è:
- Cardinale Scipione Rebiba
- Cardinale Giulio Antonio Santori
- Cardinale Girolamo Bernerio, O.P.
- Vescovo Claudio Rangoni
- Arcivescovo Wawrzyniec Gembicki
- Arcivescovo Jan Wężyk
- Vescovo Piotr Gembicki
- Vescovo Jan Gembicki
- Vescovo Bonawentura Madaliński
- Vescovo Jan Małachowski
- Arcivescovo Stanisław Szembek
- Vescovo Felicjan Konstanty Szaniawski
- Vescovo Andrzej Stanisław Załuski
- Arcivescovo Adam Ignacy Komorowski
- Arcivescovo Władysław Aleksander Łubieński
- Vescovo Andrzej Stanisław Młodziejowski
- Arcivescovo Kasper Kazimierz Cieciszowski
- Vescovo Franciszek Borgiasz Mackiewicz
- Vescovo Michał Piwnicki
- Arcivescovo Ignacy Ludwik Pawłowski
- Arcivescovo Kazimierz Roch Dmochowski
- Arcivescovo Wacław Żyliński
- Vescovo Aleksander Kazimierz Bereśniewicz
- Arcivescovo Szymon Marcin Kozłowski
- Vescovo Mečislovas Leonardas Paliulionis
- Arcivescovo Bolesław Hieronim Kłopotowski
- Arcivescovo Jerzy Józef Elizeusz Szembek
- Vescovo Stanisław Kazimierz Zdzitowiecki
- Cardinale Aleksander Kakowski
- Papa Pio XI
- Cardinale Alfredo Ildefonso Schuster, O.S.B.
- Arcivescovo Giacinto Tredici, O.SS.C.A.
- Vescovo Felice Bonomini
- Arcivescovo Clemente Gaddi
- Vescovo Francesco Monaco